# Hemerobius edui
Hemerobius edui is een insect uit de familie van de bruine gaasvliegen (Hemerobiidae), die tot de orde netvleugeligen (Neuroptera) behoort. 
Hemerobius edui is voor het eerst wetenschappelijk beschreven door Monserrat in 1991.